# Verfassungsgesetz von 1982
Das Verfassungsgesetz von 1982 (englisch Constitution Act, 1982, französisch Loi constitutionelle de 1982) ist ein Teil der Verfassung von Kanada. Es entspricht auch dem Anhang B des britischen Kanada-Gesetzes 1982. Das am 17. April 1982 in Kraft getretene Gesetz wurde als Teil des Prozesses der „Heimführung“ (patriation) der Verfassung verabschiedet. Dies bedeutet, dass Verfassungsänderungen seither nicht mehr vom britischen Parlament genehmigt werden müssen. Gleichzeitig wurde der British North America Act von 1867 in Verfassungsgesetz von 1867 umbenannt und in mehreren Punkten geändert.

## Charta der Rechte und Freiheiten
Die Kanadische Charta der Rechte und Freiheiten ist die Erklärung der Grundrechte und umfasst die Artikel 1 bis 34 des Verfassungsgesetzes. Die Charta soll gewisse politische und bürgerliche Rechte von Menschen in Kanada vor Handlungen und Gesetzen der Regierungen auf Bundes- und Provinzebene schützen. Vorgängerin der Charta war die kanadische Bill of Rights von 1960, die aber lediglich ein Bundesstatut und kein verfassungsrechtliches Dokument war. Ihr Umfang war beschränkt, konnte leicht abgeändert werden und war nicht auf Gesetze der Provinzen anwendbar. Die relative Ineffektivität der kanadischen Bill of Rights veranlasste die Regierung von Premierminister Pierre Trudeau, eine neue Erklärung der Grundrechte auszuarbeiten. Insbesondere sollten die in der Allgemeinen Erklärung der Menschenrechte formulierten Prinzipien festgeschrieben werden. 

## Rechte der Ureinwohner
Artikel 35 des Verfassungsgesetzes „anerkennt und bestätigt“ die existierenden Rechte (insbesondere Vertragsrechte) der kanadischen Ureinwohner. Sie schützen die Tätigkeiten, Bräuche und Traditionen, die einen integralen Bestandteil der sich unterscheidenden Kultur der Ureinwohner darstellen. Die Vertragsrechte schützen Vereinbarungen zwischen der Krone und den Völkern und setzen diese durch. Artikel 35 bietet auch einen Schutz des zugewiesenen Landes zur Ausübung der traditionellen Lebensweise. Diese Rechte gelten für Personen, die zu den First Nations, Inuit und Métis gehören. Ein weiterer Artikel des Verfassungsgesetzes, der sich mit den Rechten der Ureinwohner befasst, ist Artikel 25 in der Charta.

## Chancengleichheit
In Artikel 36 wird die Wertvorstellung der Chancengleichheit für die Einwohner Kanadas festgehalten, die wirtschaftliche Entwicklung, um diese zu erreichen sowie die Bereitstellung von Dienstleistungen der öffentlichen Hand. Untersektion 2 geht noch weiter und anerkennt das „Prinzip“, dass die Bundesregierung Ausgleichszahlungen sichern soll (kanadischer Finanzausgleich).
Der Verfassungsrechtler Peter Hogg äußerte 1982 Skepsis, ob die Gerichte diese Verfassungsbestimmung überhaupt interpretieren und durchsetzen könnten, da sie einen „politischen und moralischen, aber keinen rechtlichen“ Charakter besitze. Andere Rechtsgelehrte sind der Auffassung, dass Artikel 36 zu vage sei. Da die Gerichte diesen Artikel kaum anwenden konnten, sollte er 1992 mit dem Charlottetown Accord dahingehend abgeändert werden, dass er durchsetzbar wird. Die Verfassungsreform kam aber nicht zustande.

## Verfassungsänderungen
Artikel 52(3) des Verfassungsgesetzes besagt, dass Verfassungsänderungen nur in Übereinstimmung mit den in der Verfassung selbst festgelegten Regeln vorgenommen werden können. Die Absicht dieses Artikels war es, den Vorrang der Verfassung zu sichern und die Möglichkeit zu nehmen, die Verfassung durch normale Gesetzgebung zu ändern. Die Regeln für die Änderung der kanadischen Verfassung sind relativ komplex. Sie sind in Teil V des Verfassungsgesetzes festgelegt.
Es gibt fünf verschiedene Möglichkeiten, die Verfassung zu ändern, wobei jede auf eine bestimmte Art der Änderung zugeschnitten ist:
1. Die Allgemeine Formel (das „7/50“-Vorgehen) – Abschnitt 38: Die Änderung muss vom Unterhaus, dem Senat und mindestens zwei Dritteln der Parlamente der Provinzen (die mindestens 50 % der Gesamtbevölkerung des Landes repräsentieren) genehmigt werden. Dies betrifft alle Änderungen, die nicht in den Abschnitten 41, 43, 44 oder 45 erwähnt werden. Die Formel muss zwingend bei allen sechs Situationen angewandt werden, die in Abschnitt 42 festgelegt sind.
2. Einstimmiges Vorgehen – Abschnitt 41: Die Änderung muss vom Unterhaus, dem Senat und allen Provinzparlamenten genehmigt werden. (Im fraglichen Abschnitt geht es um das Amt der Königin, des Generalgouverneurs und der Lieutenant Governors der Provinzen, die Mindestvertretung der Provinzen im Unterhaus, die Amtssprachen Englisch und Französisch und die Zusammensetzung des Obersten Gerichts.)
3. „Einige, aber nicht alle Provinzen“ (oder „bilaterales“ Vorgehen) – Abschnitt 43: Die Änderung muss vom Unterhaus, dem Senat und von den Parlamenten jener Provinzen genehmigt werden, die davon betroffen sind. (Der fragliche Abschnitt betrifft Grenzänderungen zwischen Provinzen und den Gebrauch von Englisch und Französisch in den Provinzen.)
4. Nur Bundesparlament (oder „unilaterales Vorgehen des Bundes“) – Abschnitt 44: Die Änderung muss nur vom Unterhaus und vom Senat genehmigt werden. (Der fragliche Abschnitt handelt von Verfassungsänderungen betreffend Bundesregierung, Senat und Unterhaus.)
5. Nur Provinzparlamente (oder „unilaterales Vorgehen der Provinzen“) – Abschnitt 45: Die Änderung muss nur von den Provinzparlamenten genehmigt werden. (Der fragliche Abschnitt handelt von Änderungen der Provinzverfassungen.)

Zahlreiche andere Bestimmungen in Teil V regeln Dinge wie Kompensationen oder das Aussetzen, wann und wie eine Provinz eine Verfassungsänderung nicht anwenden muss sowie die Zeitlimiten für die Ausarbeitung einer Verfassungsänderung.

## Vorrang-Klausel
Gemäß Artikel 52 des Verfassungsgesetzes ist die kanadische Verfassung das „höchste Gesetz Kanadas“, und jedes Gesetz, das mit dieser unvereinbar ist, hat keine Rechtskraft. Dies gibt kanadischen Gerichten die Macht, Gesetze für ungültig zu erklären. Zwar werden diese Gesetze veröffentlicht, sie können aber nicht angewendet werden. Vor der Einführung dieser Vorrang-Klausel war der British North America Act das höchstrangige Recht Kanadas. Er berief auf Abschnitt 4 des Colonial Laws Validity Act 1865, einem britischen Gesetz, welches festlegte, dass kein Gesetz einer Kolonie, das gegen ein imperiales Statut verstieß, Gültigkeit besaß. Da der British North America Act ein imperiales Statut war, hatte jedes unvereinbare kanadische Gesetz keine Rechtskraft. Es existierte keine explizite Bestimmung, die den Gerichten die Macht gab, darüber zu entscheiden, ob ein kanadisches Gesetz gegen den British North America Act verstieß. Bis 1982 war dieses Recht der Gerichte Teil des ungeschriebenen Verfassungsrechts.

### Definition der Verfassung
Artikel 52(2) des Verfassungsgesetzes definiert die „Verfassung von Kanada“. Laut diesem Artikel besteht sie aus:
(a) dem Kanada-Gesetz 1982, das in Anhang B das Verfassungsgesetz von 1982 enthält;
(b) 30 Gesetzen und Anweisungen im Anhang des Verfassungsgesetzes von 1982 (insbesondere das Verfassungsgesetz von 1867);
(c) jeglichen Änderungen, die an einer der zuvor erwähnten Dokumente vorgenommen wurde.
Neben zahlreichen imperialen Statuten enthält Artikel 52(2) acht kanadische Statuten, von denen drei neue Provinzen schufen und fünf Änderungen des Verfassungsgesetzes von 1867 sind.

## Allgemeines
Artikel 56 stellt fest, dass die englischen und französischen Versionen der Verfassung gleichgestellt sind. In Artikel 57 wird diese Feststellung auf das Verfassungsgesetz von 1982 selbst ausgedehnt. Dies ist vergleichbar mit Artikel 18 der Kanadischen Charta der Rechte und Freiheiten, in dem festgehalten wird, dass die englischen und französischen Versionen der Charta den gleichen Status besitzen.
Artikel 59 beschränkt die Anwendung von Artikel 23 der Charta (Unterricht in der Minderheitssprache) in der Provinz Québec. Dieser Artikel wird erst dann vollständig Gültigkeit besitzen, wenn die Provinzregierung Québecs ihn ratifiziert. Artikel 60 regelt die Benennung der Verfassungsgesetze.